# Novooleksandrivske, Pavlohrad
Novooleksandrivske (în ucraineană Новоолександрівське) este un sat în comuna Karabînivka din raionul Pavlohrad, regiunea Dnipropetrovsk, Ucraina.

## Demografie
Componența lingvistică a localității Novooleksandrivske
     Ucraineană (91,83%)
     Rusă (7,69%)
     Alte limbi (0,48%)
Conform recensământului din 2001, majoritatea populației localității Novooleksandrivske era vorbitoare de ucraineană (91,83%), existând în minoritate și vorbitori de rusă (7,69%).